# Маріо Доржелес
Мао Єпі Доржелес Гі-Маріо Боша (фр. Maho Yepie Dorgeles Guy-Mario Bocha; нар. 7 серпня 2004) — івуарійський футболіст, півзахисник португальського клубу «Брага» і збірної Кот-д'Івуару.

## Клубна кар'єра

### «Норшелланн»
Вихованець ганської футбольної академії «Право на мрію». 9 серпня 2022 року перейшов у данський клуб «Норшелланн». 14 серпня дебютував за «Норшелланн» в матчі Суперліги проти «Ольборга», вийшовши на заміну Лассо Кулібалі.
10 серпня 2023 року в матчі кваліфікації Ліги конференцій УЄФА проти румунської «Стяуї» дебютував у єврокубках. 27 серпня того ж року в поєдинку Суперліги проти «Мідтьюлланна» забив свій перший гол за «Норшелланн».

### «Брага»
4 липня 2025 року перейшов у португальську «Брагу», підписавши п'ятирічний контракт. Сума трансферу становила 11 млн євро. 24 липня дебютував за нову команду в матчі кваліфікації Ліги Європи УЄФА проти болгарського «Левські», вийшовши в стартовому складі. 10 серпня 2025 року в поєдинку проти «Тондели» дебютував у португальській Прімейра-лізі.

## Кар'єра в збірній
У листопаді 2023 року отримав виклик в збірну Кот-д'Івуару до 23 років, за яку дебютував 21 листопада в матчі проти збірної Іраку.
26 серпня 2024 року вперше викликаний до збірної Кот-д'Івуару головним тренером Емерсом Фае для участі в матчах відбіркового турніру до Кубка африканських націй 2025 проти збірних Замбії та Чаду. 7 вересня в поєдинку із Замбією дебютував за збірну Кот-д'Івуару, вийшовши на заміну Еванну Гессану.

## Статистика виступів

### Клубна статистика
Станом на 17 серпня 2025 
| Клуб              | Сезон             | Чемпіонат         | Чемпіонат | Чемпіонат | Кубок | Кубок | Кубок ліги | Кубок ліги | Єврокубки | Єврокубки | Інші  | Інші | Всього | Всього |
| Клуб              | Сезон             | Дивізіон          | Матчі     | Голи      | Матчі | Голи  | Матчі      | Голи       | Матчі     | Голи      | Матчі | Голи | Матчі  | Голи   |
| ----------------- | ----------------- | ----------------- | --------- | --------- | ----- | ----- | ---------- | ---------- | --------- | --------- | ----- | ---- | ------ | ------ |
| Норшелланн        | 2022–23           | Суперліга         | 15        | 0         | 6     | 0     | —          | —          | —         | —         | —     | —    | 21     | 0      |
| Норшелланн        | 2023–24           | Суперліга         | 23        | 1         | 1     | 0     | —          | —          | 7         | 0         | —     | —    | 31     | 1      |
| Норшелланн        | 2024–25           | Суперліга         | 30        | 2         | 1     | 0     | —          | —          | 0         | 0         | 0     | 0    | 31     | 2      |
| Норшелланн        | Всього            | Всього            | 68        | 3         | 8     | 0     | 0          | 0          | 7         | 0         | 0     | 0    | 83     | 3      |
| Брага             | 2025–26           | Прімейра-ліга     | 2         | 0         | 0     | 0     | 0          | 0          | 4         | 0         | 0     | 0    | 6      | 0      |
| Всього за кар'єру | Всього за кар'єру | Всього за кар'єру | 70        | 3         | 8     | 0     | 0          | 0          | 11        | 0         | 0     | 0    | 89     | 3      |

1. ↑  Матчі в Лізі конференцій УЄФА
2. ↑  Матчі в Лізі Європи УЄФА

### Міжнародна статистика
Станом на 19 листопада 2024 
| Збірна            | Сезон             | Товариські | Товариські | Офіційні | Офіційні | Всього | Всього |
| Збірна            | Сезон             | Матчі      | Голи       | Матчі    | Голи     | Матчі  | Голи   |
| ----------------- | ----------------- | ---------- | ---------- | -------- | -------- | ------ | ------ |
| Кот-д'Івуар       |                   |            |            |          |          |        |        |
| 2024              | 0                 | 0          | 3          | 0        | 3        | 0      |        |
| Всього за кар'єру | Всього за кар'єру | 0          | 0          | 3        | 0        | 3      | 0      |

### Матчі за збірну
Станом на 19 листопада 2024 
| Матчі Маріо Доржелеса за збірну Кот-д'Івуару | Матчі Маріо Доржелеса за збірну Кот-д'Івуару | Матчі Маріо Доржелеса за збірну Кот-д'Івуару | Матчі Маріо Доржелеса за збірну Кот-д'Івуару | Матчі Маріо Доржелеса за збірну Кот-д'Івуару | Матчі Маріо Доржелеса за збірну Кот-д'Івуару | Матчі Маріо Доржелеса за збірну Кот-д'Івуару | Матчі Маріо Доржелеса за збірну Кот-д'Івуару |
| №                                            | Дата                                         | Суперник                                     | Рахунок                                      | Голи                                         | Картки                                       | Хвилини                                      | Змагання                                     |
| -------------------------------------------- | -------------------------------------------- | -------------------------------------------- | -------------------------------------------- | -------------------------------------------- | -------------------------------------------- | -------------------------------------------- | -------------------------------------------- |
| 1                                            | 6 вересня 2024                               | Замбія                                       | 2–0                                          |                                              |                                              | 10'                                          | Відбіркові матчі КАН-2025                    |
| 2                                            | 15 жовтня 2024                               | Сьєрра-Леоне                                 | 0–1                                          |                                              |                                              | 90'                                          | Відбіркові матчі КАН-2025                    |
| 3                                            | 19 листопада 2024                            | Чад                                          | 4–0                                          |                                              |                                              | 30'                                          | Відбіркові матчі КАН-2025                    |

Всього: 3 матчі / 0 голів; 2 перемоги, 0 нічиїх, 1 поразка.